# Hôtel Transylvanie, la série
Hôtel Transylvanie 2 Hôtel Transylvanie 3 : Des vacances monstrueuses
Hôtel Transylvanie, la série (Hotel Transylvania: The Series) est une série télévisée d'animation américaino-canadienne en 52 épisodes de 22 minutes, adapté d'après le film Hôtel Transylvanie et diffusée entre le 25 juin 2017 et le 29 octobre 2020 sur Disney Channel. L'action de cette série se situe avant les événements du premier film.
Au Québec, la série est diffusée depuis le 2 octobre 2017 sur Télétoon, en France depuis le 12 février 2018 sur Disney Channel et depuis le 21 octobre 2023 sur Gulli, Canal J.

## Synopsis
Quatre ans avant les évènements racontés dans le film Hôtel Transylvanie, la série suit les aventures de Mavis, la fille du comte Dracula. Elle doit s'occuper seule de l'hôtel Transylvanie, après le départ de son père pour le congrès des vampires. Mais sa tante Lydia n'est pas décidée à la laisser gérer l'affaire comme elle le souhaite.

## Fiche technique
Sauf indication contraire, les informations mentionnées dans cette section peuvent être confirmées par la base de données cinématographiques IMDb,  présente dans la section « Liens externes ».
- Titre original : Hotel Transylvania: The Series
- Titre français : Hôtel Transylvanie, la série
- Réalisation : Robin Budd
- Scénario : Mark Steinberg, Ben Joseph, Alex Ganetakos, Emer Connon, Alice Prodanou, Andrew Harrison, Mike D'Ascenzo, Michael D'Ascenzo
- Musique : Stephen Skratt et Asher Lenz
- Production :
  - Producteur(s) : Jane Craword
  - Producteur(s) exécutif(s) : Rick Mischel, Scott Dyer et Irene Weibe
- Société de production : Sony Pictures Animation, Corus Entertainment et Nelvana[3]
- Société de distribution : Sony Pictures Television et Nelvana International
- Pays d'origine :  États-Unis,  Canada
- Langue originale : anglais
- Genre : série d'animation, fantastique
- Diffusion : États-Unis, Canada, France
- Durée : 22 minutes

## Distribution

### Voix originales
- Bryn McAuley : Mavis Dracula
- Evany Rosen : Wendy Blob
- Gage Munroe (en) : Hank N Stein
- Joseph Motiki : Pedro
- Dan Chameroy : Tante Lydia
- David Berni : Dracula
- John McGrath : l'homme sable
- Patrick McKenna : Oncle Gene
- Paul Braunstein : Frank N Stein
- Scott McCord : Quasimodo
- Carter Hayden : Klaus

### Voix québécoises
- Marguerite d'Amour : Mavis Dracula
- Ève Gadouas : Wendy Blob
- Sébastien René : Hank N Stein
- Maxime Desjardins-Tremblay : Pedro
- Sophie Faucher : Tante Lydia
- Alain Zouvi : Dracula / Oncle Gene

 Source et légende : version québécoise (VQ) sur Doublage.qc.ca

## Production
En juillet 2015, Sony Pictures Animation confirme le développement d'une série adaptée du film Hôtel Transylvanie, en partenariat avec les studios Nelvana et Corus Entertainment, centrée sur la jeunesse de Mavis, la fille de Dracula. Le 20 juin 2016, le groupe Disney annonce qu'il vient d’acquérir les droits de diffusion de la série dans le monde.
Le 12 septembre 2018, la série est renouvelée pour une deuxième saison.

## Épisodes
| Saison          | Épisodes (segments) | États-Unis      | États-Unis      | États-Unis         | France          | France         | France            |
| Saison          | Épisodes (segments) | Début de saison | Fin de saison   | Chaine             | Début de saison | Fin de saison  | Chaine            |
| --------------- | ------------------- | --------------- | --------------- | ------------------ | --------------- | -------------- | ----------------- |
| Courts-Métrages | 11                  | 9 juin 2017     | 26 juin 2017    | Disney Channel USA | 15 février 2018 | 5 juillet 2018 | Disney Channel FR |
| 1               | 26(48)              | 25 juin 2017    | 25 octobre 2018 | Disney Channel USA | 12 février 2018 | 7 octobre 2018 | Disney Channel FR |
| 1               | 26(48)              | 25 juin 2018    | 25 juin 2018    | Netflix USA        | 12 février 2018 | 7 octobre 2018 | Disney Channel FR |
| 2               | 14(26)              | 8 octobre 2019  | 29 octobre 2020 | Disney Channel USA | 6 janvier 2020  | 2020           | Disney Channel FR |

### Programmes courts
| №  | #  | Titre français                                  | Titre original                 | Diffusion française | Diffusion américaine |
| -- | -- | ----------------------------------------------- | ------------------------------ | ------------------- | -------------------- |
| 1  | 1  | La Pub                                          | Summer Vacation                | 15 février 2018     | 9 juin 2017          |
| 2  | 2  | Le Départ de Dracula : Les Bagages de Dracula   | Drac Be Trippin                | 2 février 2018      | 11 juin 2017         |
| 3  | 3  | Le Départ de Dracula : Qui c'est qui commande ? | Who's the Boss ?               | 3 février 2018      | 18 juin 2017         |
| 4  | 4  | Le Départ de Dracula : Direct au panier ?       | Nothing But Web : Tricks Shots | 1er février 2018    | Date inconnue        |
| 5  | 5  | Le Répulsif à humains                           | Humie Repellent                | 14 février 2018     | 26 décembre 2017     |
| 6  | 6  | La Danse des Zombies                            | Titre original inconnu         | 16 février 2018     | date inconnue        |
| 7  | 7  | Le Premier et Dernier Rire                      | Titre original inconnu         | 27 juin 2018        | date inconnue        |
| 8  | 8  | Service maudit                                  | Titre original inconnu         | 27 juin 2018        | date inconnue        |
| 9  | 9  | Le Peigne en os                                 | Titre original inconnu         | 5 juillet 2018      | date inconnue        |
| 10 | 10 | La Licornophobie                                | Titre original inconnu         | 2 juin 2018         | date inconnue        |
| 11 | 11 | Mavis Dracula, détective privée                 | Ballad of Mavis                | 3 mars 2018         | 24 juin 2017         |

### Première saison (2017-2018)
Les épisodes de 22 minutes sont divisés par deux pour former deux épisodes de 11 minutes, à l'exception des épisodes 13, 18, 22 et 26.
| №  | #   | Titre français                    | Titre original                         | Première diffusion | Première diffusion |
| -- | --- | --------------------------------- | -------------------------------------- | ------------------ | ------------------ |
| 1  | 1a  | Doigt dans le nez                 | Enfer the Nosepicker                   | 25 juin 2017       | 12 février 2018    |
| 1  | 1b  | Poupée maléfique                  | Hide and Shriek                        | 25 juin 2017       | 12 février 2018    |
| 2  | 2a  | Vendredi Noir                     | Bad Friday                             | 26 juin 2017       | 13 février 2018    |
| 2  | 2b  | Les Basketteuses                  | Hoop Screams                           | 26 juin 2017       | 13 février 2018    |
| 3  | 3a  | Les Punaises de vérité            | Buggin' Out                            | 27 juin 2017       | 14 février 2018    |
| 3  | 3b  | Amitié de pierre                  | How Do You Solve a Problem Like Medusa | 27 juin 2017       | 14 février 2018    |
| 4  | 4a  | Nounou-Vampire                    | Adventures of Vampiresitting           | 28 juin 2017       | 15 février 2018    |
| 4  | 4b  | Un Match collant                  | Phlem Ball                             | 28 juin 2017       | 15 février 2018    |
| 5  | 5a  | Petite Wendy deviendra grande     | Wendy Big and Tall                     | 29 juin 2017       | 16 février 2018    |
| 5  | 5b  | Mauvaise copie                    | Doopelfanger                           | 29 juin 2017       | 16 février 2018    |
| 6  | 6a  | Repartir à n'oeuf                 | Great Eggspectations                   | 9 juillet 2017     | 19 février 2018    |
| 6  | 6b  | Hôtel Pennsylvanie                | Hotel Pennsylvania                     | 9 juillet 2017     | 19 février 2018    |
| 7  | 7a  | Le Combat des chefs               | Breakfast at Lydia's                   | 16 juillet 2017    | 20 février 2018    |
| 7  | 7b  | Wendy et les blobettes            | The Trouble with Wendy                 | 16 juillet 2017    | 20 février 2018    |
| 8  | 8a  | Kaskadenstein                     | Frankenstunt                           | 23 juillet 2017    | 21 février 2018    |
| 8  | 8b  | Avec ou sans Blob ?               | What About Blob ?                      | 23 juillet 2017    | 21 février 2018    |
| 9  | 9a  | Le Club des mauvais sorts         | Curse Club                             | 30 juillet 2017    | 22 février 2018    |
| 9  | 9b  | Attrape-moi si tu peux !          | Casket If You Can                      | 30 juillet 2017    | 22 février 2018    |
| 10 | 10a | La Fantôme de l'écrivain          | A Scare to Remember                    | 6 août 2017        | 23 février 2018    |
| 10 | 10b | Hank en un seul morceau           | Hank and the Real Boy                  | 6 août 2017        | 23 février 2018    |
| 11 | 11a | Bandelettes en folie              | The Wrapture                           | 20 août 2017       | 26 février 2018    |
| 11 | 11b | Simili Klaus / Monstre des marais | Becoming Klaus                         | 20 août 2017       | 26 février 2018    |
| 12 | 12a | 116 Bougies                       | 116 Candles                            | 1er octobre 2017   | 27 février 2018    |
| 12 | 12a | À Momie pour la vie               | Stop or my Mummy will Shout            | 1er octobre 2017   | 27 février 2018    |
| 13 | 13  | La Légende de l'Atrocitrouille    | The Legend of Pumpkin Guts             | 8 octobre 2017     | 5 mars 2018        |
| 14 | 14a | Le Prestidigita-peur              | Fright of Hand                         | 15 octobre 2017    | 28 février 2018    |
| 14 | 14b | Aïe, aïe, ail !                   | Dude Where's My Garlic ?               | 15 octobre 2017    | 28 février 2018    |
| 15 | 15a | Les Ailes de la discorde          | Bat Flap Fever                         | 22 octobre 2017    | 1er mars 2018      |
| 15 | 15b | Pouce toujours !                  | Thumb and Thumber                      | 22 octobre 2017    | 1er mars 2018      |
| 16 | 16a | Fuite de Cerveau                  | Brain Drain                            | 4 novembre 2017    | 2 mars 2018        |
| 16 | 16b | Monter sur ses grand cheveux      | Hair Today, Gone Tomorrow              | 4 novembre 2017    | 2 mars 2018        |
| 17 | 17a | En avant la musique               | Drop The Needle                        | 11 novembre 2017   | 6 mars 2018        |
| 17 | 17b | Médecin malgré lui                | Really Gross Anatomy                   | 11 novembre 2017   | 6 mars 2018        |
| 18 | 18  | Conte d'Abominöel                 | The Fright Before Creepmas             | 2 décembre 2017    | 7 mars 2018        |
| 19 | 19a | Poulailler de rêve                | Exit Sandman                           | 15 octobre 2018    | 25 mai 2018        |
| 19 | 19b | Périple gourmand                  | Roadkill Trip                          | 15 octobre 2018    | 25 mai 2018        |
| 20 | 20a | L'Escadrille des pustules         | Top Wing                               | 16 octobre 2018    | 28 mai 2018        |
| 20 | 20b | Cours de cuisine                  | Fried Man Potatoes                     | 16 octobre 2018    | 28 mai 2018        |
| 21 | 21a | Quatre monstres et un enterrement | Four Monsters and a Funeral            | 17 octobre 2018    | 29 mai 2018        |
| 21 | 21b | Apocalypse pâtissière             | Rainbow Doom                           | 17 octobre 2018    | 29 mai 2018        |
| 22 | 22  | Retour vers le passé              | Drac to the Future                     | 18 octobre 2018    | 17 juillet 2018    |
| 23 | 23a | Le Livre de la discorde           | Gorytelling                            | 22 octobre 2018    | 22 août 2018       |
| 23 | 23b | Des monstres d'honneur            | A Few Good Monsters                    | 22 octobre 2018    | 22 août 2018       |
| 24 | 24a | L'Amulette et le buffet           | Mummyfest Destiny                      | 23 octobre 2018    | 25 août 2018       |
| 24 | 24b | Frères de bandelettes             | Bandages of Brothers                   | 23 octobre 2018    | 25 août 2018       |
| 25 | 25a | Soirée pyjama                     | Creepover Party                        | 24 octobre 2018    | 26 août 2018       |
| 25 | 25b | Frankenstein et Fils              | Frankenstein and Son                   | 24 octobre 2018    | 26 août 2018       |
| 26 | 26  | La Fête des cent quinze ans       | Fangceañera                            | 25 octobre 2018    | 7 octobre 2018     |

### Deuxième saison (2019-2020)
| №  | #   | Titre français                                       | Titre original                           | Première diffusion | Première diffusion |
| -- | --- | ---------------------------------------------------- | ---------------------------------------- | ------------------ | ------------------ |
| 1  | 1a  | Bienvenue au parc des humains                        | Welcome to Human Park                    | 8 octobre 2019     | 23 janvier 2020    |
| 1  | 1b  | Télé terreur                                         | Must Scream TV                           | 8 octobre 2019     | 23 janvier 2020    |
| 2  | 2   | Cauchemar nuptial                                    | Married to the Blob                      | 9 octobre 2019     | 7 janvier 2020     |
| 3  | 3a  | Portrait de Mavis en jeune vampire                   | Portrait of Mavis as a Young Vampire     | 10 octobre 2019    | 8 janvier 2020     |
| 3  | 3b  | Amours gluantes                                      | Goo Crush                                | 10 octobre 2019    | 8 janvier 2020     |
| 4  | 4a  | Têtes atroces                                        | Freakerheads                             | 11 octobre 2019    | 9 janvier 2020     |
| 4  | 4b  | Vapeurs vampires                                     | For Whom the Smell Tolls                 | 11 octobre 2019    | 9 janvier 2020     |
| 5  | 5a  | Poupée de rêve                                       | Cries and Dolls                          | 15 octobre 2019    | 10 janvier 2020    |
| 5  | 5b  | Vampnose / Hypnosferatu                              | Hypnosferatu                             | 15 octobre 2019    | 10 janvier 2020    |
| 6  | 6a  | Amies d'outre-tombe                                  | Best Friends Furever                     | 16 octobre 2019    | 13 janvier 2020    |
| 6  | 6b  | Défonce-panier                                       | Fantasy Vamp                             | 16 octobre 2019    | 13 janvier 2020    |
| 7  | 7a  | Beaux-parents monstrueux                             | Stepmonsters                             | 17 octobre 2019    | 14 janvier 2020    |
| 7  | 7b  | Qui connaît le mieux Mavis ?                         | Better Know Your Mavis                   | 17 octobre 2019    | 14 janvier 2020    |
| 8  | 8a  | Les horreurs boréales                                | The Northern Frights                     | 18 octobre 2019    | 15 janvier 2020    |
| 8  | 8b  | Horreur immobilière                                  | Don't Fear the Realtor                   | 18 octobre 2019    | 15 janvier 2020    |
| 9  | 9a  | Nom d'une petite peste                               | Holy Babies                              | 21 octobre 2019    | 16 janvier 2020    |
| 9  | 9b  | Les nouveaux habits de tante Lydia                   | Aunt Lydia's New Clothes                 | 21 octobre 2019    | 16 janvier 2020    |
| 10 | 10a | Le client a toujours raison                          | I Only Have Eyes for Goo                 | 22 octobre 2019    | 17 janvier 2020    |
| 10 | 10b | Parlez-vous Blobien?                                 | Talk Blobbish to Me                      | 22 octobre 2019    | 17 janvier 2020    |
| 11 | 11a | Baguette tragique                                    | Wand Ambition                            | 23 octobre 2019    | 20 janvier 2020    |
| 11 | 11b | Les maux des mots                                    | Lost in Transylvation                    | 23 octobre 2019    | 20 janvier 2020    |
| 12 | 12a | Chanson à dormir debout                              | The Song Remains Asleep                  | 24 octobre 2019    | 21 janvier 2020    |
| 12 | 12b | La bosse culinaire                                   | Baby Got Hunchback                       | 24 octobre 2019    | 21 janvier 2020    |
| 13 | 13a | La vie d'outre-tombe des monstres riches et célèbres | Afterlifestyles of the Rich and Mavis    | 25 octobre 2019    | 22 janvier 2020    |
| 13 | 13b | Gardien de monstres                                  | The Mavysitters Club                     | 25 octobre 2019    | 22 janvier 2020    |
| 14 | 14  | Pas de cadeau cette année                            | A Year Without Creepmas                  | 7 décembre 2019    | 6 janvier 2020     |
| 15 | 15a | Qui vivra verrue                                     | Casualties of Wart                       | 3 octobre 2020     |                    |
| 15 | 15b | Rafraichîssement d'outre-tombe                       | When the Afterlife Gives You Phlegmonade | 3 octobre 2020     |                    |
| 16 | 16a | Le Roux-Garou                                        | Undead Red                               | 4 octobre 2020     |                    |
| 16 | 16b | La lumière de la vérité                              | Klaus of the Rising Sun                  | 4 octobre 2020     |                    |
| 17 | 17a | Princesse sans le vouloir                            | Say Princess to the Dress                | 10 octobre 2020    |                    |
| 17 | 17b | Un secret bien gardé                                 | The Naming of the Shrew                  | 10 octobre 2020    |                    |
| 18 | 18a | La mort aux trousses                                 | Death Becomes Him                        | 11 octobre 2020    |                    |
| 18 | 18b | Un cadeau surprenant                                 | Purse of the Mummy                       | 11 octobre 2020    |                    |
| 19 | 19a | Changement de cape                                   | Cape Boss                                | 17 octobre 2020    |                    |
| 19 | 19b | Le festin des morts                                  | Diner of the Dead                        | 17 octobre 2020    |                    |
| 20 | 20a | C'est qui, la patronne?                              | Six Feet Undercover Boss                 | 18 octobre 2020    |                    |
| 20 | 20b | Fantômisation                                        | Ghost Effect                             | 18 octobre 2020    |                    |
| 21 | 21a | Wenda - mode d'emploi                                | World Wide Wendy                         | 24 octobre 2020    |                    |
| 21 | 21b | Du sable et des paillettes                           | Stuck in the Middle With Goo             | 24 octobre 2020    |                    |
| 22 | 22a | La peur donne des ailes                              | The Shawhank Redemption                  | 25 octobre 2020    |                    |
| 22 | 22b | Une amitié tragique                                  | Friendship is Tragic                     | 25 octobre 2020    |                    |
| 23 | 23a | Pleure, je t'en prie!                                | Cursery Rhymes                           | 26 octobre 2020    |                    |
| 23 | 23b | Un sort incertain                                    | I Did It All for the Cookie              | 26 octobre 2020    |                    |
| 24 | 24a | Trous de mémoire                                     | Fangs for the Memories                   | 27 octobre 2020    |                    |
| 24 | 24b | Hôtel Franksylvanie                                  | Sleepers Creepers                        | 27 octobre 2020    |                    |
| 25 | 25a | Hôtes hantés                                         | Polterguest                              | 28 octobre 2020    |                    |
| 25 | 25b | Mèche rebelle                                        | Hair Raiser                              | 28 octobre 2020    |                    |
| 26 | 26  | Dans la peau de Lycidias                             | What Lycidias Beneath                    | 29 octobre 2020    |                    |

## Univers de la série

### Personnages principaux
- Mavis est une jeune vampire âgée de 115 ans. Fille du comte Dracula, elle souhaite avant tout s'amuser avec ses amis.
- Wendy Blob est une blob, fille de Bob Blob. C'est la meilleure amie de Mavis.
- Hank N Stein est une créature de Frankenstein, fils de Frank et Eunice. C'est un ami de Mavis.
- Pedro est une momie. C'est un ami de Mavis.
- Tante Lydia est la sœur aînée du comte Dracula. Elle maintient l'ordre et la tradition dans l'hôtel, s'opposant frontalement à Mavis et ses amis qui la trouvent désuète et veulent s'amuser.
- Diane est la poule de compagnie de Lydia.
- Dracula est le père de Mavis. Il est parti pour un voyage d'affaires au Congrès des Vampires.

### Personnages récurrents
- Frank est le père de Hank N Stein. C'est un ami proche du comte Dracula.
- Eunice est la mère de Hank N Stein.
- Quasimodo est le chef cuisinier de l'Hôtel Transylvanie.
- Oncle Gene est l'oncle de Mavis et le mari de Lydia. Plus ouvert d'esprit que son épouse, il adore jouer aux jeux vidéos.
- Docteur Gillman est un homme-poisson. Il travaille comme physicien et scientifique à l'Hôtel Transylvanie.
- Donald et Kitty Cartwright est un couple d'humains qui vivent isolés dans la montagne, près de l'Hôtel Transylvanie. Donald est plutôt sympathique tandis que Kitty est surprotectrice et fait tout pour garder les monstres loin de sa maison.
- Cerberus est un chien de garde à trois têtes. il réside dans la fosse de Cerberus à l'Hôtel Transylvanie, et est chargé du maintien de l'ordre dans cet hôtel.